# Бартоло Лонго
Бартоло Лонго (італ. Bartolo Longo, 10 лютого 1841, Латіано, Королівство Обох Сицілій — 5 жовтня 1926, Помпеї, Королівство Італія) — блаженний римо-католицької церкви, проповідник, юрист, благодійник, письменник, окультист. Відомий завдяки своєму наверненню до віри в Бога з сатаністичного антикатолицького культу, поширенню молитви Розарію, Помпейської дев'ятниці та справами милосердя.

## Біографія
Народився в родині лікаря 10 (або 11) лютого 1841 року. Батьки Бартоло були набожними католиками, особливо мати, яка навчала дітей не тільки молитися, але й допомагати бідним. В дитинстві вчився у коледжі піарів, де навчався гри на музичних інструментах, фехтуванню, диригував шкільним оркестром, а також звик до духовних вправ - щоденної молитви на вервиці. Коли хлопчику було 10 років, помер його батько, у 1853 році мати вийшла заміж за адвоката.
У 1858 році Бартоло поступив в університет Неаполя, щоб навчатися на правника. В той час в середовищі студентів були популярні антикатолицькі настрої та поширені окультні секти, в одну з яких вступив юнак. Через деякий час він став «священником» культу диявола, проповідуючи та відправляючи окультні обряди. Один з друзів Бартоло, професор Вінченцо Пепе намагався врятувати Бартоло з секти і познайомив з отцем-домініканцем Альберто Раденте. Під впливом друзів Бартоло відійшов від окультизму.
У 1867 році познайомився з о. Людовіко да Касоріа, наслідуючи якого надавав підтримку невиліковно хворим у лікарні Санта Марія дель Пополо.
Також поглиблено вивчав латину, італійську та філософію. Лонго піклувався про бідних, хворих та нужденних, разом з групою благодійників. До цієї групи входила вдова графиня Маріанна ді Фуско, яка стала соратницею, а в майбутньому і дружиною Бартоло.
7 жовтня 1871 року Лонго був прийнятий до Третього Домініканського Ордену (для мирян) де прийняв ім'я Росаріо. Після повернення до віри намагався вплинути на інших сектантів та молодь, визнаючи свої помилки та проповідуючи віру в Бога. 
У 1872 році графиня ді Фуско доручила Лонго управління своїми маєтностями. Під час їх відвідування у м.Помпеї біля Неаполя, Бартоло пережив духовну кризу.
|  | Попри покаяння, мене все ще хвилювала думка, що я належу сатані, що я все ще його невільник, а він чекає на мене в пеклі. Усвідомлюючи це, я впав у відчай, був близький до самогубства. Тоді я почув у моєму серці відлуння слів отця Альберта, який повторював за Марією: «Той, хто поширює мій Розарій, буде спасений» |

Лонго дав обітницю поширити молитву Розарію у Помпеях і задля цього покинув кар'єру юриста. Помпеї у той час були бідною злиденною місцевістю, де більшість мешканців повернулися до поганських культів, а християнство занепадало. Брат Росаріо відвідував хатини місцевого люду, проповідував та роздавав вервиці, заснував щорічне свято Розарію. 
У 1873 році Лонго відремонтував стару церкву в Помпеях, де пізніше розмістили Образ Матері Божої Розарію.
У 1875 році він організував у Помпеях парафіяльні місії, під час яких декілька священиків упродовж 12 днів проводили навчання, під час яких велика кількість людей навернулася, а єпископ Неаполя урочисто заснував Братство Святого Розарію і благословив Образ Матері Божої Розарію.
З 1876 року ікона Діви Марії Помпейської набула слави чудотворної. 8 травня 1876 Лонго починає будівництво нового храму в Помпеях.
У 1884 році після оздоровлення місцевої мешканки Фортунатини Агреллі поширюється шанування не тільки Образу але й особливої молитви на вервиці, яка тепер відома як Помпейська або безвідмовна дев'ятниця.
1 квітня 1885 року Бартоло Лонго одружився з графинею Маріанною ді Фуско. Вони прожили в шлюбі до смерті Маріанни у 1924 році.
У 1885 році у Турині Бартоло познайомився з Джованні Боско і отримав нові ідеї та натхнення для своєї праці.
Під час і після закінчення будівництва храму Бартоло Лонго багато уваги приділяв просвітництву та благодійній допомозі мешканцям, а особливо дітям злочинців. Цікаво що  серед критиків доцільності їх виховання був відомий доктор Ломброзо. Для спростування теорій Ломброзо і кращого вивчення результатів виховання Бартоло Лонго використовував експериментально-аналітичні методи, новаторську на той час фотографію.
Для пропаганди своїх починань, здобутків та залучення коштів благодійників Бартоло Лонго заснував журнали «Розарій» і «Нові Помпеї», відкрив дім для соціальних сиріт, де їх навчали професіям. Навколо храму з'явилися друкарні, фабрики і швейні майстерні, ораторій, вечірня музична школа, дитячий садочок. Також у Помпеях були побудовані дорога, обсерваторія, притулок для жінок, проведено електричне освітлення.
У 1891 році після закінчення будівництва була освячена базиліка, яка нині відома як Санктуарій Божої Матері Розарію.
1906 року Бартоло і його дружина пожертвували все своє майно, в тому числі і особисте Апостольському Престолові.
У 1921 розпочав будівництво інституту для дочок в'язнів, урочисто відкритий 17 жовтня 1926 року.
Помер 5 жовтня 1926 року у Помпеях.
Бартоло Лонго написав декілька книг — «П'ятнадцять субот Розарію» у двох томах, «Дев'ятниця до Богородиці» «Життя Святої Філомени», «Історія святилища Помпеї» та інші. Як вважається, саме він відкрив христологічний вимір молитви Розарію.

## Вшанування
26 жовтня 1980 року Папа Іван Павло ІІ оголосив Бартоло Лонго блаженним, назвавши його «Людиною Марії».
У лютому 2025 року Папа Франциск затвердив чудо за заступництвом Бартоло Лонго, що відкриває шлях для його канонізації.
Навколо базиліки виросло ціле місто, а сам санктуарій є місцем багатолюдних прощ, також тут відбуваються спільні молитви, в тому числі за мир в Україні за участі українців та священників РКЦ та УГКЦ.